# Фрегаты типа «Брахмапутра»
Фрегаты УРО типа «Брахмапутра» (англ. Brahmaputra-class frigates) — тип кораблей, состоящий на вооружении ВМС Индии. Полностью разработан и построен в Индии как замена фрегатам типа «Годавари». Всего было построено три корабля этого типа, получившие свои названия в честь рек Индии — Брахмапутра, Бетва и Биас.

## История
В 1986 году руководство Индии приняло решение о разделении строительства боевых кораблей. Планировалось начать работы над ещё тремя фрегатами типа «Годавари» на верфи Garden Reach Shipbuilders & Engineers в Калькутте. Первую серию этих фрегатов строила верфь Mazagon Dock Limited в Бомбее. Передачу технологий планировалось завершить в 1988 году, а само строительство между 1993 и 1996.

В то же время свои требования к кораблям меняли и ВМС Индии. В результате проект был переработан и получил шифр 16А. Окончательно работы над ним были завершены в 1994 году.

## Список кораблей
| Название    | Номер | Судоверфь                                         | Дата закладки | Дата спуска на воду | Дата вступления в состав флота | Примечания |
| ----------- | ----- | ------------------------------------------------- | ------------- | ------------------- | ------------------------------ | ---------- |
| Brahmaputra | F31   | Garden Reach Shipbuilders & Engineers, Калькутта  | 1989 год      | —                   | 14 апреля 2000 года            | В строю    |
| Betwa       | F39   | SGarden Reach Shipbuilders & Engineers, Калькутта | —             | —                   | 7 июля 2004 года               | В строю    |
| Beas        | F37   | Garden Reach Shipbuilders & Engineers, Калькутта  | —             | —                   | 11 июля 2005 года              | В строю    |

## Происшествия
5 декабря 2016 года Betwa перевернулся во время заполнения сухого дока после проведения ремонта. 2 человека погибло, 14 получили ранения. Работы по подъёму корабля завершились 22 февраля 2017 года. Ввод корабля в строй планируется на апрель 2018 года.